# SMS Kaiser Friedrich III
Az SMS Kaiser Friedrich III a Német Császári Haditengerészet egyik Kaiser Friedrich III osztályú pre-dreadnought csatahajója (korabeli német terminológia szerint Einheitslinienschiff - egységsorhajó) volt az első világháborúban. A hajó a német császárról, III. Frigyesről kapta nevét, ez a hajó volt a Kaiser Friedrich III osztály névadó hajója. Szintén ebbe az osztályba tartozott még az SMS Kaiser Wilhelm II, az SMS Kaiser Wilhelm der Große, az SMS Kaiser Karl der Große és az SMS Kaiser Barbarossa.
Története 1898. október 7-én kezdődött, amikor is szolgáltba állt a Német Császári Haditengerészetnél. Az első világháború kitörésekor az ötödik német csatahajó rajban szolgált, ahol nem látott el komolyabb feladatokat. 1915-ben kivonták, majd 1916-ban megint visszatért a szolgálatba, mint börtönhajó. 1918-ban barakkhajóként szolgált a Tengerészeti Akadémián. 1919-ben véglegesen kivonták a szolgálatból, majd 1920-ban lebontották, fém részeit újrahasznosították.

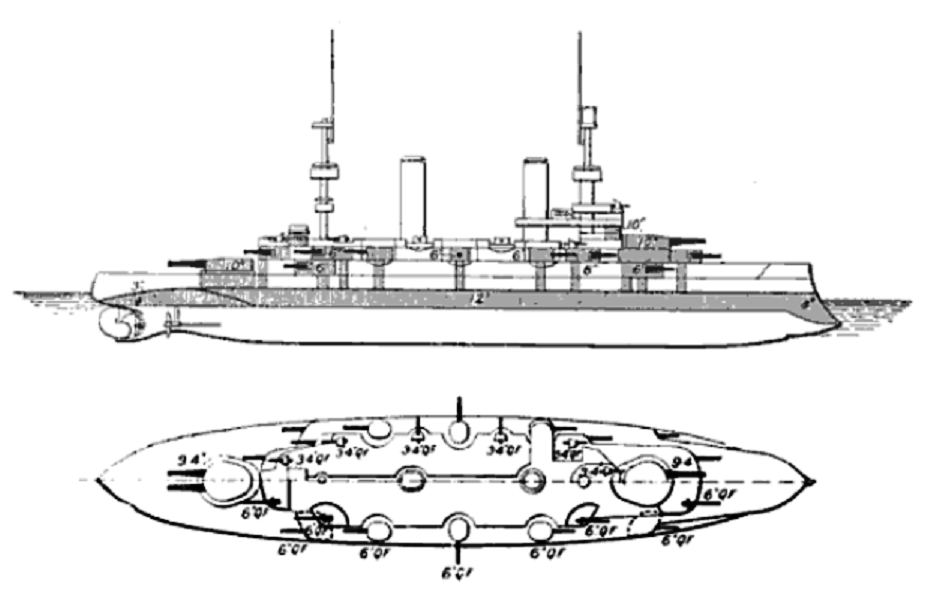
A Kaiser Friedrich III osztály jellegrajza a The Naval Annual brit szakkönyv 1903-as kiadásából.
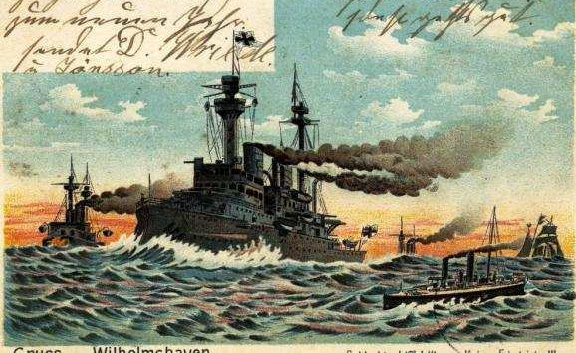
Az SMS Kaiser Friedrich III levelezőlapon.

## Külső hivatkozások
- SMS Kaiser Friedrich III a Naval History honlapján (angolul)